# Jorge Ferrío
Jorge Luque Ferrío (* 24. August 1976 in Madrid) ist ein ehemaliger spanischer Radrennfahrer.
Jorge Ferrío begann seine Karriere 2002 bei dem spanischen Radsportteam Jazztel-Costa de Almería. 2004 gewann er den Clasica a los Puertos. Danach wechselte er zu Spiuk, wo er 2005 eine Etappe bei der Vuelta a La Rioja und eine bei der Portugal-Rundfahrt für sich entscheiden konnte. 2006 fuhr Ferrío für 3 Molinos Resort und 2007 fährt er für das spanische Professional Continental Team Andalucía-Cajasur. Zweimal startete Ferrío bei der Vuelta a España;  2004 belegte er Platz 17 in der Gesamtwertung.

## Erfolge
2004
- Clasica a los Puertos

2005
- eine Etappe Vuelta a La Rioja
- eine Etappe Portugal-Rundfahrt

## Teams
- 2002 Jazztel-Costa de Almería
- 2003 Paternina-Costa de Almería
- 2004 Costa de Almería-Paternina
- 2005 Spiuk
- 2006 3 Molinos Resort
- 2007 Andalucía-Cajasur